# Конкан (дивізіон)
Конка́н (англ. Konkan division) — один із 6 дивізіонів у складі штату Махараштра на заході Індії. Розташований на заході штату. Адміністративний центр — місто Мумбаї.

## Адміністративний поділ
До складу дивізіону входить 6 округів та 50 техсілів:
| Округ           | Площа, км² | Населення, осіб (2011) | Техсіли |
| --------------- | ---------- | ---------------------- | ------- |
| Мумбаї-Сіті     | 157        | 3085411                | -       |
| Мумбаї-Субурбан | 446        | 9356962                | 3       |
| Райгарх         | 7152       | 2634200                | 15      |
| Ратнагірі       | 8208       | 1615069                | 9       |
| Сіндхудург      | 5207       | 849651                 | 8       |
| Тхане           | 9558       | 11060148               | 15      |